# Polizeiruf 110: Die Lüge, die wir Zukunft nennen
Polizeiruf 110: Die Lüge, die wir Zukunft nennen ist ein Fernsehfilm aus der Krimireihe Polizeiruf 110. Der vom Bayerischen Rundfunk produzierte Beitrag ist die 381. Episode des Polizeiruf 110 und wurde am 8. Dezember 2019 im Ersten erstgesendet. Es ist der zweite Fall der Ermittlerin Elisabeth Eyckhoff.

## Handlung
Das Team von Kommissarin Bessie Eyckhoff hört eine Firma ab, die vermutlich illegalen Insiderhandel an der Börse betreibt. Die anderen Polizeibeamten verwenden die durch die Observation gewonnenen Informationen für ihren eigenen Aktienhandel. Doch genau zu dem Zeitpunkt, als sie ihre Gewinne abschöpfen wollen, wird der Handel der Aktien plötzlich ausgesetzt, und die Beamten befürchten entdeckt zu werden. Unmittelbar nach diesem Ereignis gibt die Börsenaufsichtsbehörde eine Untersuchung in Auftrag, die ausgerechnet Bessie Eyckhoff führen soll. Sie wird unterstützt von dem BaFin-Mitarbeiter Lukas Posse. Eyckhoff wusste von den Geschäften ihrer Kollegen Wolfgang Maurer, Tobias Rast, Roman Blöchl, Meryem Chouaki und „Calli“ und versucht, sie zu schützen. Dabei geht sie mit Posse eine lockere Affäre ein.
Bei Eyckhoffs Kollegen liegen die Nerven blank, da sie nicht nur befürchten müssen entdeckt zu werden, sondern auch ihr eingesetztes Geld zu verlieren. Insbesondere „Calli“ ist derart durch den Wind, dass er seine Frau mit dem Messer bedroht, als sie ihn mit den Kindern verlassen will, weil er eine Hypothek auf ihr Haus aufgenommen hat. Auch Wolfgang Maurer wird von ihm bedroht. Als dessen Frau „Calli“ beruhigen will, spritzt er ihr vor Wut Säure ins Gesicht. Wolfgang begibt sich daraufhin zusammen mit Tobias Rast auf die Suche nach „Calli“, um ihn zur Rechenschaft zu ziehen. Dieser eröffnet sofort das Feuer auf seine Kollegen und flieht. Beide werden verletzt, Maurer sogar so schwer, dass er kurze Zeit später stirbt.
Lukas Posse, dem die couragierte Bessie Eyckhoff nicht nur gefällt, sondern auch imponiert, entscheidet sich am Ende, sie und ihre Kollegen nicht zu verraten, da er von der abgehörten Firma 400.000,- Euro Schmiergeld erhält. Der Börsenaufsichtsbehörde berichtet er, dass er keine Anhaltspunkte für einen Insiderhandel gefunden habe.
„Calli“, der von Eyckhoff aufgespürt und festgenommen wird, erhält von seinen Kollegen Meryem Chouaki und Roman Blöchl die Gelegenheit, sich selbst zu richten, indem sie ihm seine Pistole zuschieben. Während die beiden das Zimmer und das Polizeigebäude verlassen, ist kurz darauf ein Schuss zu hören.

## Hintergrund

### Dreharbeiten
Der Film wurde vom 24. April 2019 bis zum 24. Mai 2019 in München und Umgebung gedreht. Die Premiere fand am 25. Oktober 2019 statt auf den Internationalen Hofer Filmtagen.

### Musik
Neben der Musik von Sven Rossenbach und der Vor- und Abspannmusik von Freddy Gigele sind folgende Titel zu hören:
| Titel                                  | Komponist                        | Interpret          |
| -------------------------------------- | -------------------------------- | ------------------ |
| May you pass through well              | Matti (Matthew) Rouse            | (unveröffentlicht) |
| Der gute Kamerad                       | Friedrich Silcher                | Cast, diverse      |
| Rusalka. Rusalkas Aria                 | Antonin Dvorak                   |                    |
| Cocktails On The Moon                  | John T Andrews                   | Botanica           |
| The Beautiful Life of the Wasted Youth | Andreas Schwarz, Tina Sanudakura | NO MORE            |

### Statement von Dominik Graf
„Der grandiose Ausnahme-Drehbuchautor Günter Schütter treibt mich mit seinen Ideen und szenischen Überraschungen jedes Mal wieder an wie ein Torpedo-Treibsatz. Ich muss bei ihm meine Regie-Fähigkeiten permanent neu überprüfen, dazulernen, auch dieses Mal wieder vieles anders machen. Es ist eine Geschichte über eine Polizeitruppe, und das ist vielleicht sowieso eines der schönsten Sujets, die es im Kino gibt. Loyalitäten, Freundschaften, Treuebrüche, Verrat, Tod. Schütter erzählt keine schlichte Moralapostelei, sondern ein komplexes Geflecht von Abhängigkeiten, Gier und Verzweiflung.“

## Rezeption

### Einschaltquoten
Die Erstausstrahlung von Polizeiruf 110: Die Lüge, die wir Zukunft nennen am 8. Dezember 2019 wurde in Deutschland insgesamt von 5,03 Millionen Zuschauern gesehen und erreichte einen Marktanteil von 14,9 Prozent für Das Erste.

### Kritiken
Rainer Tittelbach von Tittelbach.tv wertete: „Die neue ‚Polizeiruf‘-Heldin [Eyckhoff] bestätigt auch in ‚Die Lüge, die wir Zukunft nennen‘(ARD / Maze Pictures) ihr einnehmendes Wesen, die angenehm zugewandte Art, Charme und Witz, die sie bei ihrem Einstand an den Tag legte. […] Weder ‚Moralapostelei‘ mit sozialkritisch entrüstetem Unterton noch eine klassische Spannungs-Dramaturgie im exquisiten HD-Look mit ästhetisierten Oberflächenbildern darf man […] erwarten. Besonders die Exposition ist ein wilder Ritt. Danach fügt sich die Geschichte. Die eine Message gibt es nicht, dafür enthalten einige Dialoge köstliche kleine Wahrheiten. Der Film ist Arbeit. Aber Arbeit kann auch süß sein, wenn man eine Heldin wie die Eyckhoff hat und wenn man es mit einer wie Verena Altenberger zu tun bekommt.“
In der Süddeutschen Zeitung schrieb Claudia Tieschky: „Schauen Sie ‚Die Lüge, die wir Zukunft nennen‘ nicht bloß ein Mal, schauen Sie es gleich ein zweites Mal. Das bringt Fleißpunkte für Nachhaltigkeit, und außerdem: Wie oft möchte man das schon bei einem Fernsehkrimi empfehlen?“
Christian Buß von Spiegel Online meinte: „Graf inszeniert Schütters Vorlage – die beiden haben zuletzt 2014 für den Münchner ‚Polizeiruf‘ mit Matthias Brandt zusammengearbeitet – mehr als assoziativen Bilderstrom denn als kriminalistisches Kombinierstück. Als Börsenthriller schmiert der Film zwar auf halber Strecke ab, als Milieuthriller nimmt er dann aber noch mal Fahrt auf. Achtung, Ekstase-Krimi!“
Für Die Zeit fasste Matthias Dell kurz zusammen: „Fiebrige Kamera, tolle Musik und rotzige Dialoge. Dominik Grafs Münchner ‚Polizeiruf‘ ist ein Thriller über Verlierer und Gewinner – und ein Spiel mit Form und Genre.“

### Zwei Filmfassungen – ab 12 Jahren und ab 16 Jahren
Es existieren zwei Fassungen: Für die TV-Premiere am 8. Dezember 2019 wurde eine Version ab 12 Jahren gezeigt. Für die Wiederholung in der Nacht auf Dienstag, den 10. Dezember, war die Ausstrahlung einer längeren Fassung, freigegeben ab 16 Jahren, vorgesehen. Aufgrund des Todes von Wolfgang Winkler wurde jedoch der Polizeiruf Leiser Zorn ausgestrahlt.